# Халинен
Ха́линен (фин. Halinen, швед. Hallis) — один из районов города Турку, входящий в округ Нумми-Халинен.

## Географическое положение
Район расположен к северо-востоку от центральной части города Турку и граничит с посёлком Литтойненом в муниципалитете Каарина.

## Население
В 2004 году численность население района составляла 3501 человек, из которых дети моложе 15 лет — 23,11 %, а старше 65 лет — 3,43 %. Финским языком в качестве родного владели 76,66 %, шведским — 4,51 %, а другими языками — 18,82 % населения района.